# Famille Fratellini
 (novembre 2023).
Motif : rédaction
Cette page explique l’histoire ou répertorie les différents membres de la famille Fratellini.
La famille Fratellini est une famille d'artistes de cirque d'origine italienne, dont trois frères, Paul, François et Albert, furent des clowns mondialement célèbres entre 1909 et 1940.

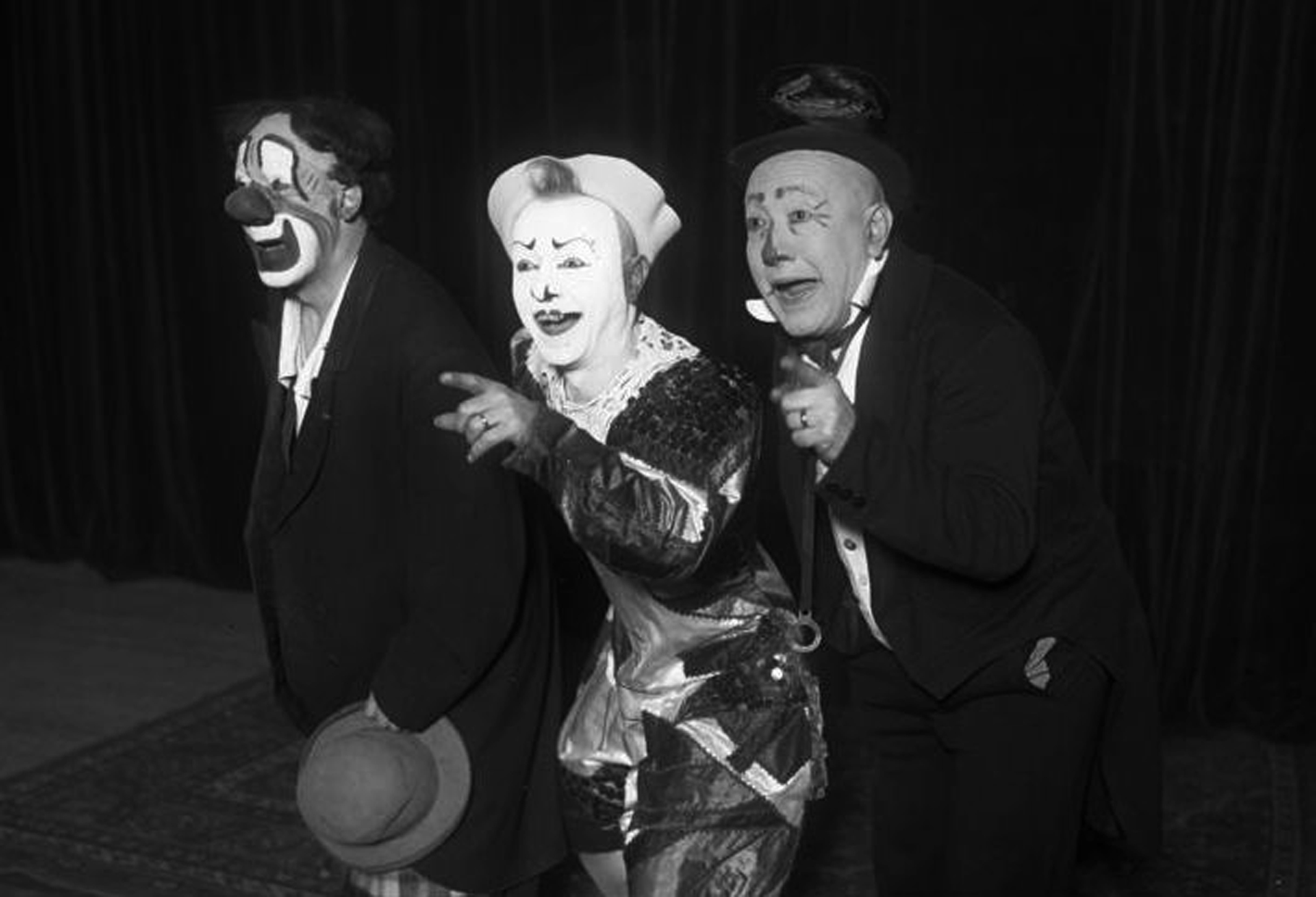
Le trio Fratellini en 1932

## Racines familiales jusque Enrico Gaspero
Giuliano Fratellini né en 1745, est considéré comme le fondateur de la dynastie. Il s'est marié à Maria Maddalena Di Angelo ; leur fils, Annibale Gasperi Fratellini, est né en 1765, et s'est marié à Anna Vittoria Neri ; le couple a eu cinq enfants dont Giovacchino Fratellini.
Giacchino Fratellini (troisième génération) (1791-1904), marié à Giuseppa Gozzini eut six enfants dont Enrico Gaspero (dit Gustavo), (quatrième génération), est né à Florence le 18 juin 1842.
Après avoir assisté à une représentation du Circo Truzzi, Enrico Gaspero s'enfuit pour rejoindre une troupe de saltimbanques. Il n'a que dix ans et est vite repris. 
Patriote italien rebelle, il est un compagnon de Giuseppe Garibaldi et prend part avec lui à l'unification de l'Italie. Il est fait prisonnier. Il profite de « ce temps libre » pour cultiver la gymnastique acrobatique.
De retour, il se forme à la célèbre école de gymnastique et mimodramatique de Giuseppe Tramagnini à Florence en même temps que Ludovico Pucci (né en 1840), Augusto Frediani (1846-1936) et Carlo Giacchi (né en 1842) avec qui il fonde une petite troupe vers 1868 : les « Cassettoni », qui littéralement signifie « gros tiroirs ». Les trois amis travaillent au trapèze, au tapis ainsi que comme clowns. Ils entreprennent leur première tournée en Italie.
L'américain James W. Myers crée son propre cirque et engage le jeune clown et acrobate aérien, Enrico Gaspero Fratellini, avec lequel il tourne en Égypte.
En 1868, Enrico Gaspero rencontre une jeune artiste, Giovanna Pilori qu'il épouse rapidement car elle est enceinte, il a vingt-six ans. Leurs trois premiers enfants meurent jeunes, puis c'est la naissance de Luigi (Louis) Fratellini, le 6 août à Florence, qui est l'aîné de la fratrie. Ses sept premières années, Luigi les passe sous la garde de sa mère et de sa grand-mère, son père étant en tournée sur les routes. Après Luigi suivent six autres naissances au cours des différentes tournées : Luigi, Rafaelo, Paolo, François, Pietro, Antonio et Valentino-Alberto. C'est la cinquième génération de la dynastie Fratellini. L'histoire du cirque ne retiendra que quatre de ces sept frères.
1873 marque les débuts du travail de Luigi avec son père Enrico Gaspero au Circo Fassioni en Sicile.
En 1875, La Real Compañia equestre Italiana dirigée par le caballero David Guillaume donne des représentations, en Amérique du Sud. Une Entrata jimnástica de las escaleras por los señores Fratellini, Turri, Romoli i Giacchi figure au programme.
Puis en 1876 Enrico Gaspero travaille au Chili et en Argentine (toujours avec Romoli et Giacchi) dans la compagnie du Cirque Guillaume (célèbre famille banquiste). Enrico Gaspero est volage et oublie femme et enfant. il gagne bien sa vie, mais au moment où l'Italie lui manque et qu'il veut rentrer, il se fait voler toutes ses économies (1 500 lires) par une jolie femme. Voulant les récupérer dans un « bouge », il se fait passer à tabac.
C'est grâce aux autorités consulaires qu'il est rapatrié (en marchant péniblement avec des cannes). À son retour d'Amérique, Luigi (son aîné) a sept ans. Son séjour américain l'a tellement marqué qu'il jette à la mer son matériel de trapéziste et, sa vie durant, il répétera et fera promettre à ses enfants de ne jamais aller travailler en Amérique.
C'est en 1876 que naît Rafaelo, deuxième fils d'Enrico Gaspero, qui a trente-quatre ans. L'année suivante, c'est une tournée italienne (mais cette fois, avec sa femme et ses enfants) au Circo Fassio. Le 4 août, c'est la naissance à Catane en Sicile, de Paolo (Paul) Fratellini, troisième enfant d'Enrico Gaspero.
Premier contrat à Paris au Cirque d'été de Paris où débutent les Fratellini, « clowns italiens » (en réalité Gustave et ses partenaires, Romoli et Giacchi). Au même programme figurent une cavalerie de sept chevaux de M. Loyal et Billy Hayden, clown excentrique.
En 1878, Gustave quitte l'Italie, (il ne sait pas qu'il mourra sans y retourner). Après des engagements à l'Hippodrome de Paris et au Circus Hengler à Londres (toujours avec ses deux partenaires), il travaille ensuite au Cirque Fernando, à Paris.
Le 19 janvier 1879, naît à Paris François Fratellini, quatrième fils de Giovanna Pilori et d'Enrico Gaspero, dit Gustave Fratellini.
Luigi a onze ans et il travaille en piste (avec son père) au Cirque des Champs-Élysées. On le renomme Louis.
Les Fratellini sont maintenant deux : Gustave et Luigi, toujours avec leurs deux partenaires, Romoli et Giacchi. En mai, au programme de l'Hippodrome au pont de l'Alma à Paris apparaissent Geronimo Medrano, le numéro de trapèze de Baptiste Gillardoni, Louis Fratellini dans son numéro de jockey et M. et Mme Bradbury et Eliza Petzold, écuyers d'école.
Suivent des engagements à Londres, au Circus Hengler, au Cirque Fernando qui tourne en Belgique et au Circus Corty Althoff. Le 22 avril 1882, naît Pietro, cinquième enfant d'Enrico Gaspero et de Giovanna Fratellini Pilori. Et l'année suivante, c'est la naissance d'Antonio, leur sixième enfant. Le 27 janvier 1885, alors qu'ils sont en engagement au Circus Salamonsky, naît à Moscou, Valentino-Alberto (Albert) Fratellini, septième enfant de Gustave (qui a alors quarante-deux ans) et de Giovanna Fratellini. Les contrats de la famille s'enchaînent, mais avec une certaine prédilection pour l'Europe du Nord et la Russie.
Enrico Gaspero meurt à Paris le 29 décembre 1902.

## Trio culte (cinquième génération)

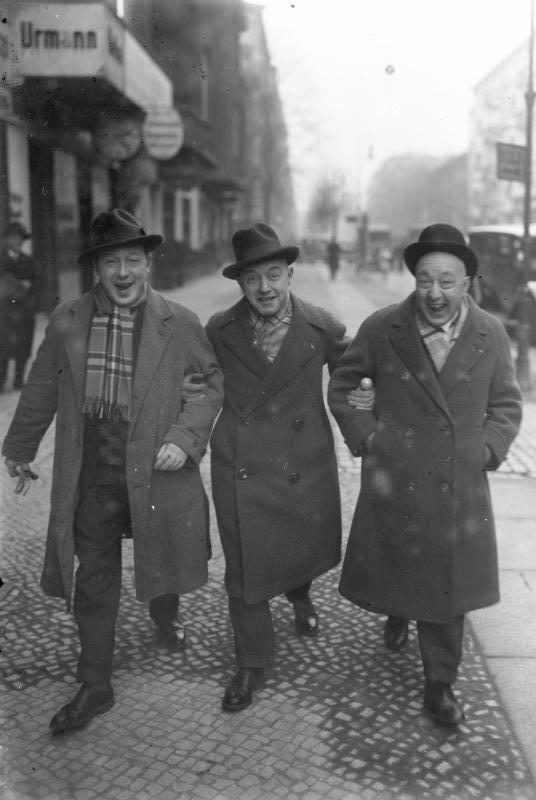
Les frères Fratellini en 1930

Quatre des enfants de Gustave continuent cette activité d'artiste de cirque.
Luigi (Louis) Fratellini, né à Florence (Italie) le 6 août 1868 et mort à Varsovie (Pologne) en novembre 1909, épouse Alexandrine Prosperi et ils ont cinq enfants dont plusieurs font carrière à leur tour au cirque.
Paolo (Paul) Fratellini, né à Catane (Italie) le 18 janvier 1877 et mort au Perreux (France) le 18 juin 1940, se marie à Gladys Kenworthy ; ils ont six enfants dont plusieurs font une carrière au cirque. La plus célèbre de ses petites-filles est Anny, dite Annie Fratellini, (fille de Victor).
François Fratellini, né à Paris le 18 janvier 1879 et mort au Perreux-sur-Marne le 19 juin 1951, se marie à Jeanne Pérès. Le couple a quatre garçons (sixième génération) : Enrico (Kiko) né à Berlin, le 10 novembre 1906; Albertino (Bertho) né Londres, le 10 février 1909 ; Paolino (Popol) né à Moscou, le 28 janvier 1913 et François (Baba) né à Paris le 27 mai 1914. De plus, Jeanne et François adoptent une fille, (originaire, comme eux, de Florence en Italie) : Ferdinanda née le 5 mars 1922. Trois des garçons travailleront sous le nom des Pierrots de Villette, puis, à quatre, sous le nom des Kraddocks.
Valentino-Alberto (Albert) Fratellini né le 27 janvier 1885 à Moscou (Russie) et mort le 25 juin 1961 à Épinay-sur-Seine, à 76 ans. Albert s'est marié à Amalia di Palma. Ils ont une fille Alberta-Luisa, mariée au directeur de cirque néerlandais Ernest Carré.
Pour les quatre frères Fratellini, les contrats affluent et, en 1909, deux propositions différentes arrivant qui concernent la même période, les frères décident pour la première fois de se séparer. Valentino-Alberto, qui se fera prénommé Alberto et François travailleront à deux et vont au Circus Schumann, en Allemagne, alors que Luigi et Paolo travaillent à Copenhague, puis à Varsovie, au Circus Ciniselli.
En novembre Luigi meurt à Varsovie, de la variole noire, il n'a que quarante-et-un ans. Paolo termine seul le contrat. À la suite de cette tragédie, le clan se resserre. Alberto et François accueillent leur frère Paolo et créent ainsi le trio qui les rend célèbre. Ils font bourse commune et s'occupent de la veuve et des enfants laissés par Luigi.
Le trio débute au Zirkus Busch, de Berlin ; puis s'en vont chez Ciniselli à Saint-Pétersbourg, au Circusz Beketow à Budapest et au cirque Nikitine à Moscou. Les contrats s'enchaînent, ils travaillent à travers toute l'Europe.
En 1914, le trio signe un contrat d'une année renouvelable avec Madame Medrano, mais la guerre survient et les cirques ferment. Ils retrouvent néanmoins ce cirque stable Medrano, à Paris, à proximité du Moulin-Rouge, où ils sont pensionnaires de 1915 à 1924. Le spectacle se renouvelle toutes les deux semaines, les Fratellini aussi. C'est à cette période que naissent maintes entrées clownesques impliquant souvent tous les enfants et petits-enfants des trois frères. François joue l'élégant clown blanc, Albert fait l'Auguste souffre-douleur et Paul, le contre-pitre, qui arbore un habit et un chapeau claque trop grand pour lui, et prend parti pour l'un ou pour l'autre de ses frères, au gré des numéros,. Ils se produisent au cirque, mais aussi au music-hall, à la Comédie-Française, au théâtre Desanti, etc.
Les trois frères tournent ensemble pendant trente-et-un ans, partout en Europe pour imposer leur génie comique. 
Originaux et novateurs, ils adaptent pour le jeu à trois des entrées jusqu'à présent interprétées par le duo classique du clown blanc et de l'auguste. En modifiant ainsi l'action et l'intrigue des sketchs, ils redessinent les caractères des personnages, et créent un comique plus fringant. Ils se produisent dans les plus grands music-halls parisiens et acquièrent une célébrité jamais égalée. Charles Dullin, Jacques Copeau, André Antoine, Firmin Gémier et les comédiens du Français s'inspirent de leur jeu. Jean Cocteau leur écrit en 1920 une farce qu'ils créent à la Comédie des Champs-Elysées, Le Bœuf sur le toit, sur une musique de Darius Milhaud et dans des décors de Raoul Dufy. Raymond Radiguet situe quant à lui une scène de son roman Le Bal du comte d'Orgel (1923) dans leur loge.
Devenus des vedettes à Paris, ils font l'objet d'un véritable culte de la part de spectateurs, qui se rendent au cirque uniquement pour voir leurs numéros, dont certains durent près de trois quarts d'heure. Ils suscitent une abondante production de livres, illustrés, affiches, objets publicitaires. Ils furent également prisés des artistes et intellectuels et artistes parisiens.

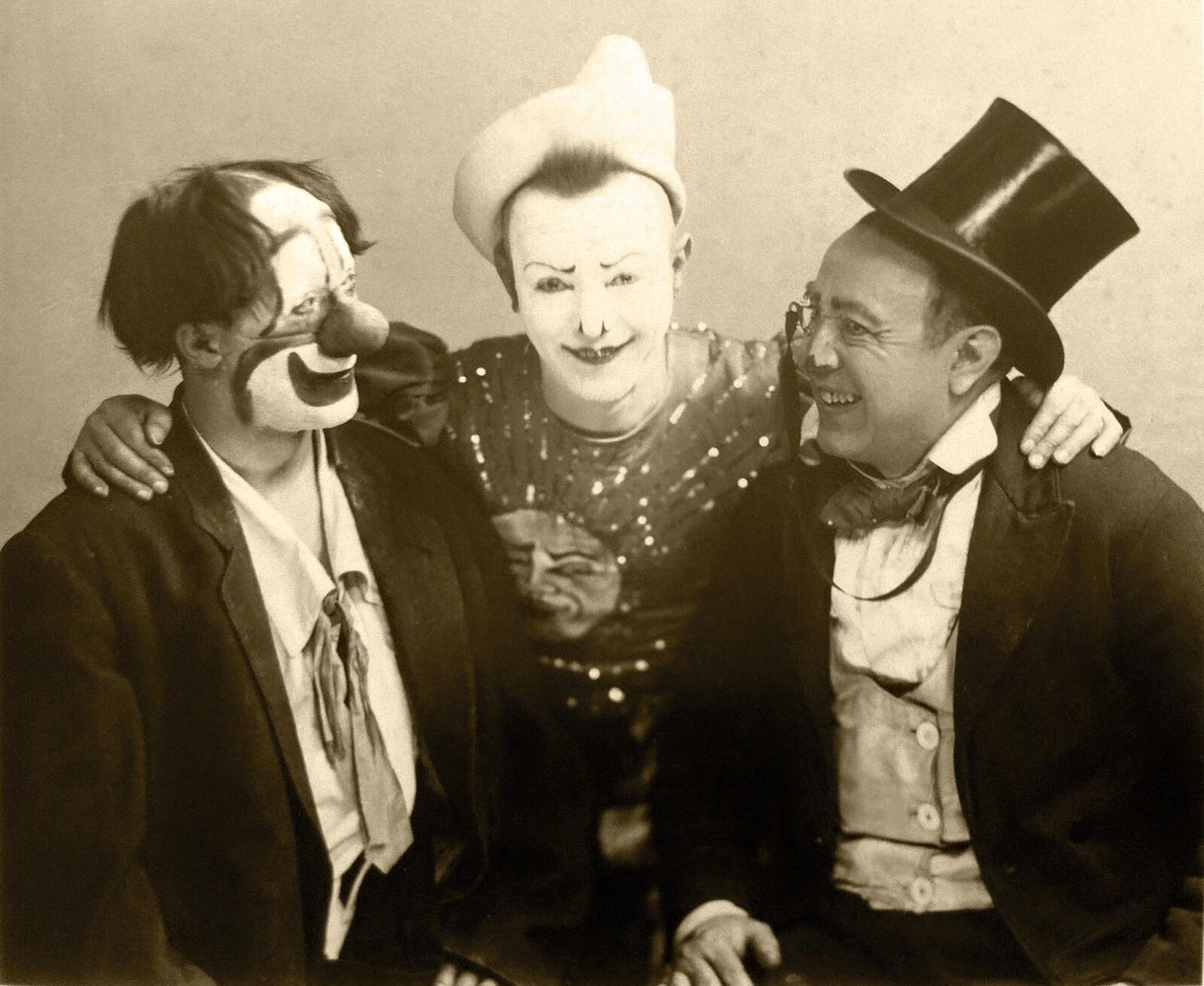
Albert, François et Paul Fratellini.

## La loge des Fratellini
« On se rendait dans leur loge comme dans celle d'une danseuse.
Il y avait là des épaves grandioses, des objets dépouillés de leur signification première, et qui, chez ces clowns, en prenaient une bien plus haute. Pour rien au monde, M. et Mme d'Orgel ne se fussent dispensés, étant au cirque, de cette visite aux clowns. Pour Anne d'Orgel, c'était se montrer simple. »

— Raymond Radiguet, Le Bal du comte d'Orgel, 1924

## François Fratellini
Le 14 novembre 1905, François Fratellini (cinquième génération) se marie avec une jeune écuyère : Jeanne Pérès (née le 29 janvier 1880). Son père, Jean Pérès, est né en Belgique en 1821, sa mère Rosalie Françoise Magnon est écuyère et maître de ballet, elle est née en 1837, à Neuchâtel en Suisse. Les parents de Rosalie Françoise sont Louis Jacques Magnon et Françoise Hortense Longuemare.
C'est au cirque Medrano que se produisent pour la première fois les trois fils aînés de François : Henri, Paul et Albertino, dans un numéro d'acrobatie nommé Les Pierrots de Willette (Willette en hommage au peintre Montmartrois, ami de la famille).
Les années passent, les personnages des Pierrots sont des enfants, nous arrivons en 1932, ils sont devenus des hommes... Alors on réfléchit, s'habilleront-ils en toréadors ? en ramoneurs ? en tyroliens ? Leur mère leur suggère des costumes de marins… dans ce même temps, ils vont au cinéma et voient Le Capitaine Craddock, une comédie musicale allemande, réalisée par Hanns Schwarz, mettant en scène des personnages de marins (on connaît la chanson, Les gars de la marine, popularisée par les Comedian Harmonists)… Pour éviter la confusion avec le film ont change le C par un K, ceci donne les Kraddock qui quelquefois s'ornera d'un « s » final.

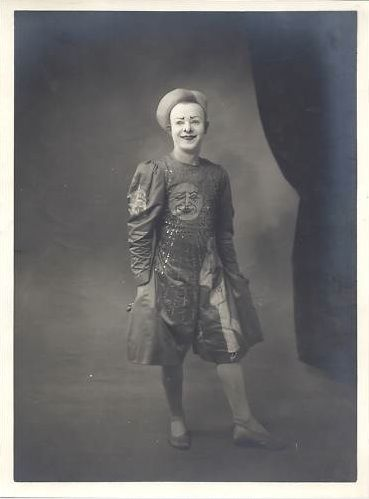
François Fratellini

Travaillant ensemble les Fratellini (les parents) et les Craddock (les enfants) font bientôt routes séparées. En 1935, les Fratellini retrouvent la « route » avec le chapiteau de Medrano Voyageur puis travaillent au cirque stable de la rue des Martyrs à Paris, alors que les enfants partent travailler avec une grande revue à travers tous les États-Unis. Ils reviendront en France 1939, mais pour une courte durée, la guerre commence, ils partent pour l'Espagne.
En 1940, alors que les troupes de l'armée allemande entrent dans Paris, Paul Fratellini meurt… Il y aura bien quelques tentatives d'engager d'autres partenaires pour le remplacer et reformer un trio, mais ce ne sera jamais plus pareil, le trio fraternel a vécu.

## Fratellini junior (sixième génération)

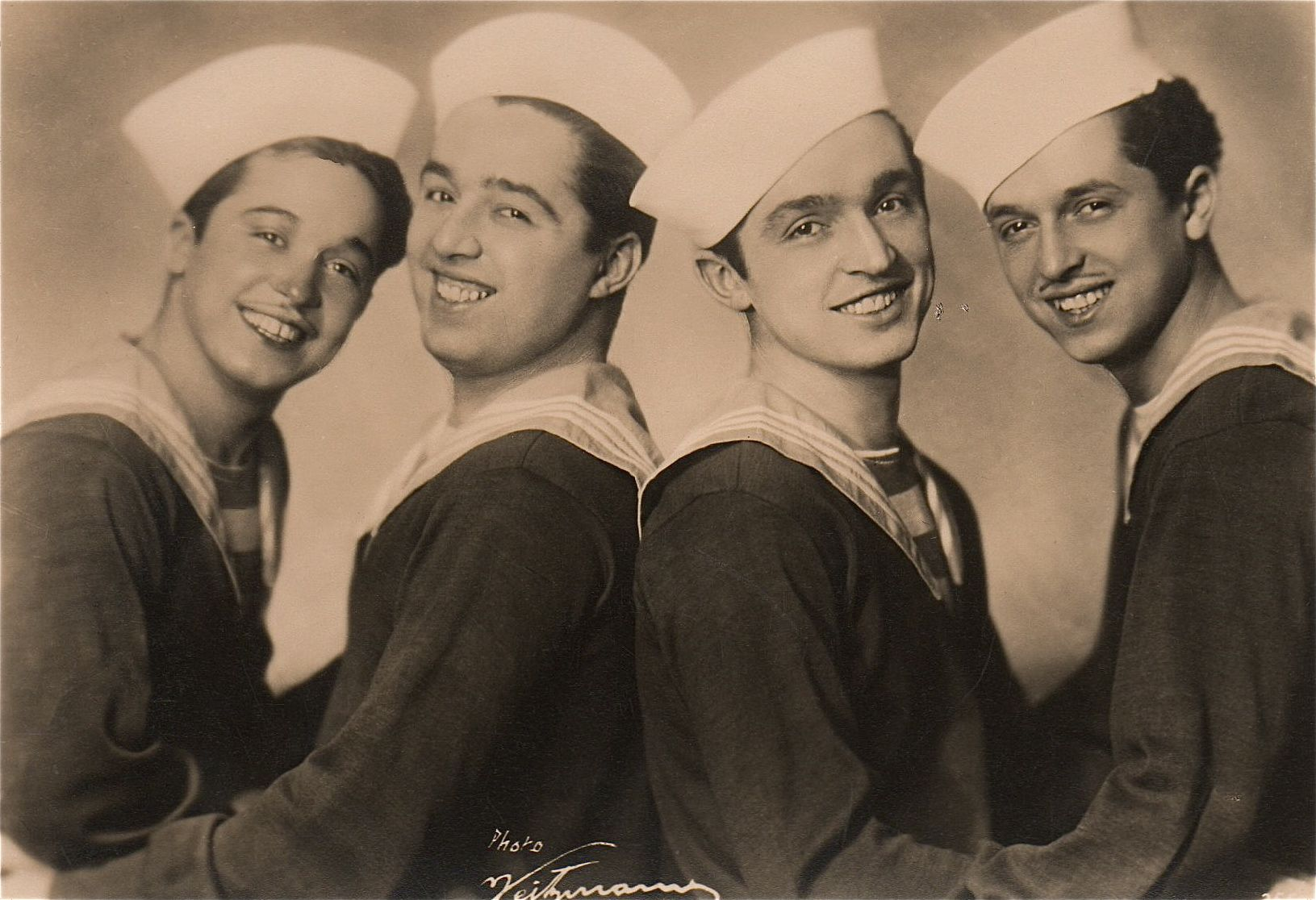
Baba, Kiko, Albertino et Popol Fratellini: les Kraddocks

C'est aussi en 1940 qu'Albertino atteint du typhus meurt à Madrid. Les Craddock restent en Espagne et au Portugal. Albertino ne sera jamais remplacé, les frères ne travailleront plus qu'à trois. C'est en Espagne, à Madrid que François (Baba) épouse, le 5 novembre 1939, sa sœur adoptive Ferdinanda, le couple aura deux enfants, Enriquetta née à Madrid, en 1941 et Albertino dit Tino né à New York, en 1947 (septième génération).
C'est le 19 juin 1951 que François Fratellini s'éteint entouré de toute sa famille.
Les Craddock, veulent faire revivre le trio clownesque familial et c'est le 14 avril 1956 au Radio Théâtre, qu'apparaissent pour la première fois le trio Fratellini junior, ils reprennent les plus célèbres entrées de leurs aînés (« la Corrida », « la Cavalerie du clown », « la Poupée mécanique »), sans jamais les copier, mais les Craddock sont aussi au programme.
Du 11 novembre 1958 au 1er mars 1959, les Fratellini (avec les deux numéros) vont travailler en Russie et en Chine, dans le cadre d'échange culturel, c'est la première fois que des occidentaux se produisent dans ces deux pays communistes aux portes extrêmement fermées.
Albert s'éteint à son tour, le 25 juin 1961, à Épinay-sur-Seine.
Fin octobre 1961, c'est la dernière représentation des Craddock au Hansa Theater de Hambourg. Mais le trio clownesque continuera jusqu'au 19 mars 1964, lorsque Popol, meurt d'une crise cardiaque. 
Le spectacle continue, Kiko reprend le personnage d'auguste de Popol et Gino (fils de Kiko) celui de clown du trio.
Le 31 mars 1968. Kiko, malade, s'éteint à son tour, et c'est la fin du trio des Fratellini junior.

## Dynastie de François Fratellini
Les enfants de François Fratellini sont :
- Enrico, dit « Kiko » Fratellini (1906-1968), lequel s'est marié à Suzanne Carteau (1911-1998), ils ont deux enfants, Babette et Gino.
- Albertino, dit « Berto » Fratellini (1909-1940), qui s'est marié à Alexandrine Voronianski ; ils ont deux enfants.
- Paolino, dit « Popol » Fratellini (1913-1954), qui s'est marié à Gladys Robinson ; ils ont  une fille.
- François, dit « Baba » Fratellini (1914-1981), lequel s'est marié avec sa sœur adoptive Ferdinanda ; ils ont deux enfants, Enriquetta et Albertino. Enriquetta Fratellini (1941-1998) s'est mariée à Stefano Guarneri ; ils ont un garçon. Albertino, dit « Tino » Fratellini (1947-1994), se marie à une danseuse, Carol Tippetts ; ils ont deux enfants, Rebecca et Francesco.

Baba Fratellini avec différents partenaires dont son fils Tino, travaille au cirque Bouglione, où le 5 octobre 1970, l'on fête ses cinquante ans de piste à Bruxelles.
Par la suite, Baba et son fils partent en engagement en Italie où Tino rencontrera sa future femme, Carol, qui fait partie du ballet du cirque et participe à différents numéros.
Baba Fratellini, travaille pendant neuf ans en Italie, au Circo Darix Togni puis au Circo Cesare Togni, avec son fils Tino et Carol, la future femme de ce dernier. Baba, malade, doit arrêter la piste. Tino et Carol terminent seuls l'engagement familial.
De retour en France (pour être plus près de son père Baba, malade) Tino et Carol Fratellini sont engagés pour la saison 1979-1980 du Cirque à l'Ancienne Alexis Gruss. Au cours des huit saisons qui suivent, on a pu les voir tous deux en piste dans maints numéros allant de l'acrobatie à la comédie clownesque, de la barre russe à l'acrobatie à cheval. Au cirque Alexis Gruss on est polyvalents, et Tino y développe un incontestable génial talent d'Auguste.
Avec le Cirque à l'Ancienne Alexis Gruss, outre les hivers parisiens, Carol et Tino Fratellini parcourent la France, effectuent des tournées aux Pays-Bas, travaillent à Berlin, à Furuvik (Suède), ce cirque est même le seul à se produire à Venise (Piazza San Angelo) lors du Carnaval.
La fin de la douzième saison sera noire pour le cirque Alexis Gruss qui se termine, en tristesse. Le changement de gouvernement (la droite, succédant à la gauche, ne renouvellera pas l'expérience de Cirque national) contraint la direction à des licenciements drastiques[réf. souhaitée]. C'est ainsi que les Gruss-Bouglione, les Reichenbach, les Bogino-Reyes, les Dufresnoy (Casaly's) et les Fratellini enterrent, en grande pompe, le Cirque national, dimanche 15 février 1987, lors de la représentation de 17 h 30, en présence (entre autres) de Mme Danielle Mitterrand, du comédien Roger Hanin et du comique Raymond Devos. « Une des plus belles aventures artistiques victime des fossoyeurs officiels », titre le quotidien L'Humanité. Firmin Gruss, âgé alors de six ans, de s'exclamer : « […] et bien, il y a autant de monde qu'à la première ! »

## Tino Fratellini (septième génération)
La séparation est déchirante, Alexis Gruss ne veut pas laisser partir son ami, mais Tino est contraint de faire vivre sa famille et fait (à contrecœur) ses valises, il s'en va, avec son épouse Carol et leur fille Rebecca (née en 1982), entamer une nouvelle aventure, au Cirque Roncalli, en Allemagne.
Tino y sera un maître de manège dont le public se souviendra longtemps. Il fera aussi partie des entrées clownesques avec Bernhard Paul, Cervantes, Angelo Muñoz et Francesco Caroli ; ainsi qu'avec Petit Gougou et Eddy Sosman et enfin avec Pipo (Gustave Joseph Sosman) et Gaston (Häni). Tino fera même le clown et endossera, en 1999, le costume pailleté dont la silhouette et la prestance ne sera pas sans rappeler celle de son grand-père François.

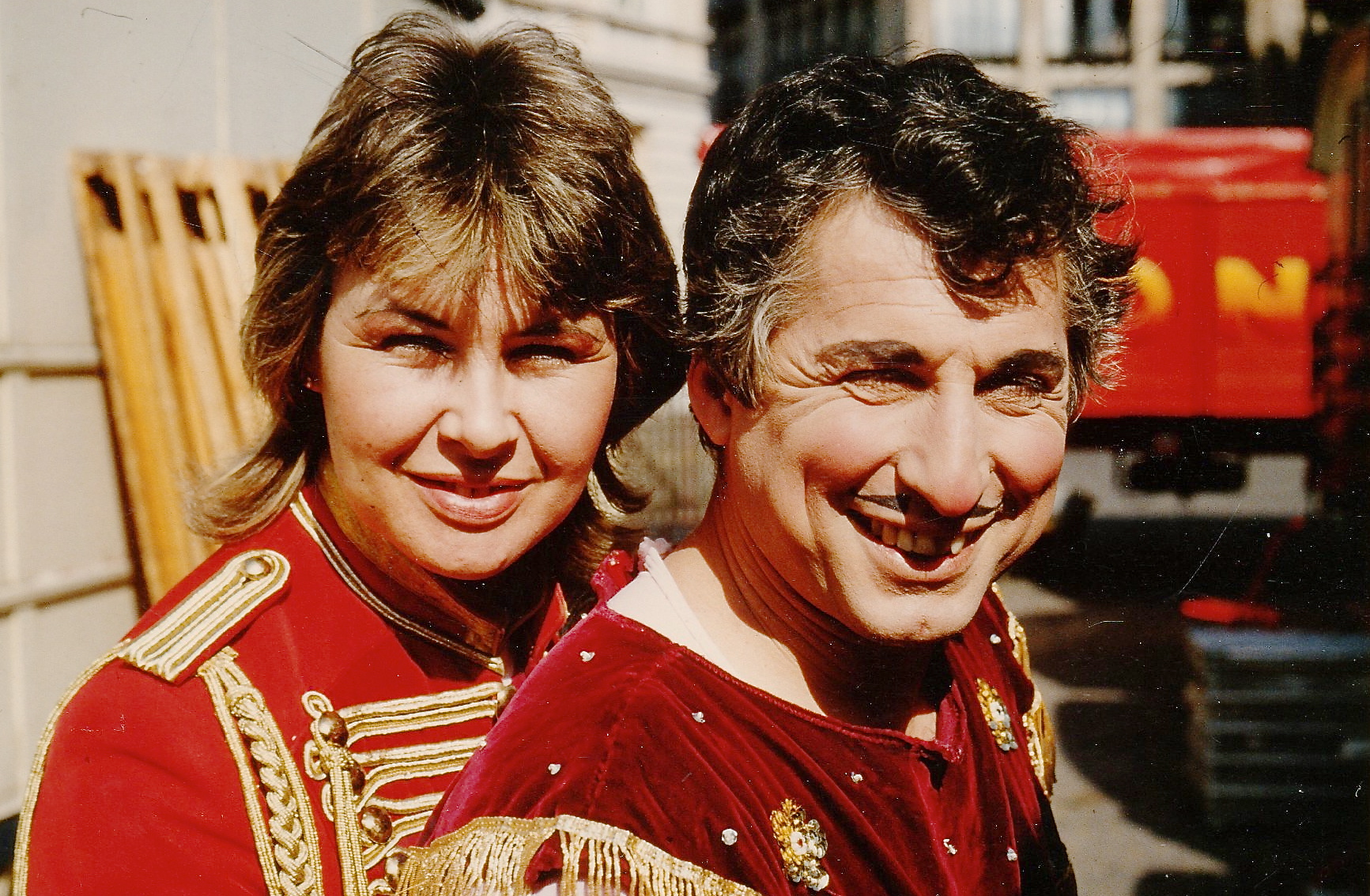
Carol et Tino Fratellini

C'est aussi chez Roncalli qu'est né le numéro de main à main d'acrobates 1900 de Tino et Toni. C'est juste après que Tino et son partenaire Toni (Antonio de Jesus Feirreira) remportèrent une Étoile d'Argent au premier Festival du Cirque de Vérone et dans la foulée un Clown d'Argent au Festival international du cirque de Monte-Carlo. Le 5 mars 1992, Carol Fratellini met au monde son fils Francesco.

## Francesco Fratellini (huitième génération)
Malheureusement le fils connaîtra trop peu son père. Alors qu'il est en engagement à Artisten Tiere Attractionnen (ATA), à Vienne, en février 1994 ou il interprète une entrée clownesque avec Pipo et Gaston, Tino Fratellini est pris de violents maux de ventre, on doit l'hospitaliser et l'on diagnostique un cancer.
Après une lourde opération, Tino rejoindra, pour sa convalescence, le Cirque Roncalli, mais il n'entrera plus sur la  piste où il travailla huit ans, et c'est le dix septembre que Tino s'éteint à Cologne.
Carol et ses enfants deviennent, par la force des choses, sédentaires.
Les années passent, Rebecca poursuit ses études, passe son bac et est engagée comme apprentie écuyère au Cirque National suisse Knie. Elle est mariée à Roger Mühlematter et le couple a une fille : Laura, née le 29 mai 2012.
Pour vraiment apprendre et pratiquer « le métier », Francesco rejoint l'Accademia d'Arte Circense (Académie des Arts du Cirque) de Vérone en Italie. Une école de cirque, voulue et créée par des directeurs de cirque, avec des professeurs de cirque et des élèves issues de familles de cirque.
À Vérone, l'arrière-petit-fils de François Fratellini est en bonne compagnie avec quatorze des arrière-petits enfants de Ferdinando Togni (American Circus) ; ainsi qu'avec deux petites-filles de Darix Togni (Circo Florilegio) ; ainsi qu'avec quatre enfants de la famille du Circo Rossi et un petit-fils du grand clown Pipo Sosman ; toutes des familles de cirques chargées d'histoires et de légendes.
Francesco est repéré et de suite engagé par Alexis Gruss, le 19 novembre 2009 c'est la première à Paris de «Pampa» au Cirque National Alexis Gruss et après Enrico Gaspero ; François ; Baba et Tino, Francesco Fratellini, à son tour, foule la sciure de cette piste, exactement trente ans après que son père y est lui-même entré et ceci n'est pas dépourvu de nostalgie.
Pour la saison 2009-2010 : Francesco Fratellini est un parfait partenaire de Firmin Gruss, leur duo d'augustes fonctionne à merveille aussi bien dans les reprises qui émaillent le spectacle que dans l'entrée clownesque, Francesco est aussi acrobate sur monocycle et participe aux numéros collectifs de « Pampa ».
Pour la saison 2010-2011 : Francesco Fratellini est à nouveau dans la piste du Cirque National Alexis Gruss pour sa nouvelle création « Melody » et outre ses talents comiques, Francesco y présente un grand numéro de jonglerie.
Pour la saison 2011-2012 : Francesco est auguste, acrobate à cheval, acrobate au mât chinois et participe aux numéros collectifs d'« Empreintes » du Cirque National Alexis Gruss.
Pour la saison 2012-2013 : il est auguste, équilibriste et jongleur sur bicyclette, participe aussi aux numéros collectifs du spectacle « Ellipse », du Cirque National Alexis Gruss.
Pour la saison 2013-2014 : il est auguste, il travaille sur tremplin élastique et au mât chinois, il saute à la batoude par-dessus des chevaux et participe aux numéros collectifs du spectacle « Silvia » du Cirque National Alexis Gruss.
Pour la saison 2014-2015 : il est auguste, acrobate à cheval et participe aux numéros collectifs du spectacle «Pégase et Icare» du Cirque National Alexis Gruss.

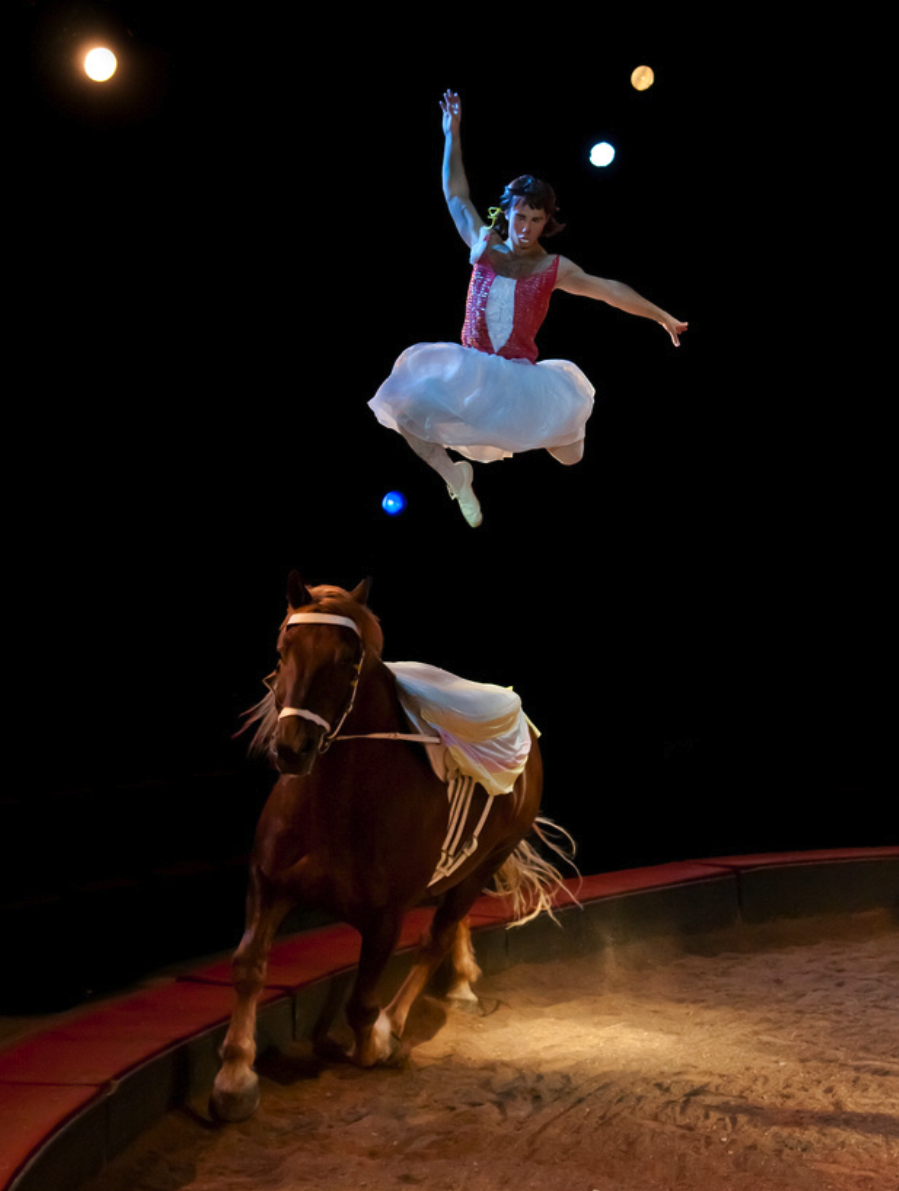
Francesco Fratellini: parodie comique de l'Ecuyère à panneau

En mai 2015, Francesco Fratellini, présente sa parodie comique de l'Ecuyère à panneau, lors des 2e Equestriades, au Théâtre antique d'Orange avec le Cirque National Alexis Gruss et le Cadre Noir de Saumur.
De mi-septembre à novembre 2015 avec le Cirque Georget, Francesco Fratellini est en engagement en Belgique ou il effectue un enseignement pédagogiques auprès de différents établissements scolaires. Puis de fin novembre à fin décembre, Francesco travaille au spectacle de Noël de ce cirque en Touraine.
La saison d'été 2016, est danoise, en engagement au Cirkus Arli, à l'occasion de sa 45e tournée. Cirque, petit par la taille de son chapiteau, mais géant par la qualité de ses spectacles et pour le respect que cette famille a de son public. Puis en octobre il travaille avec le Cirkus Arena dans une tournée (dans des salles) au Groenland.
Et pour la saison d'hiver, Francesco travaille à Orléans au Cirque Anargul et Alexis Gruss.
La saison 2017, est à nouveau danoise pour la 46e tournée du Cirkus Arli. Francesco Fratellini présente ses reprises clownesques, de plus il est contre-pitre dans l'entrée clownesque en compagnie de Martin Arli (auguste) et Alexander Arli (clown). Au même programme en compagnie de Sarah Florees, Francesco Fratellini présente un numéro de poupée désarticulée (contorsion).
Rebecca et Francesco sont les deux  Fratellini descendant de la grande dynastie des Fratellini à continuer à la fin des années 2010 le travail en piste.

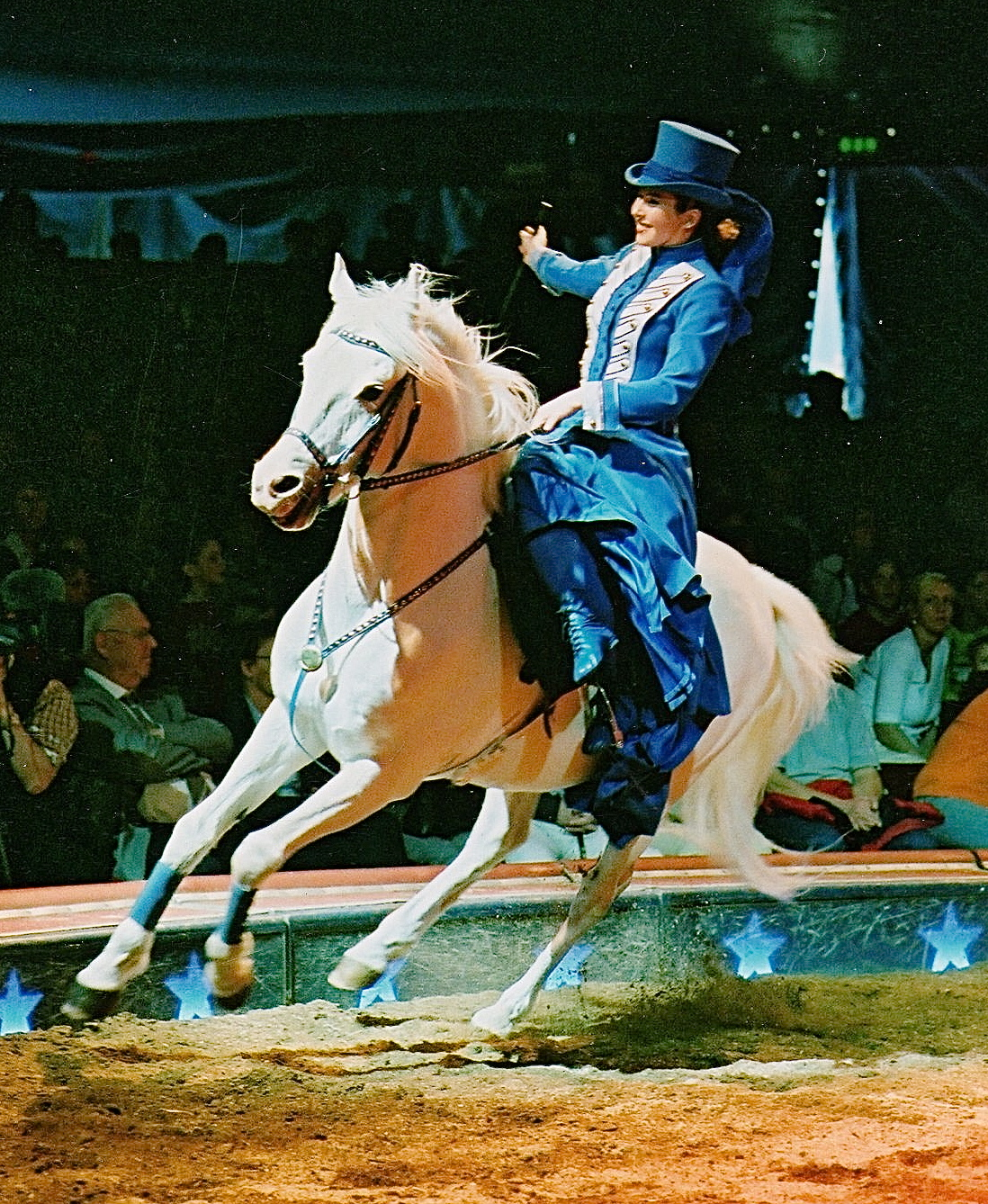
Rebecca Fratellini au Cirque National Suisse Knie

## Annie Fratellini
Anny dite Annie Fratellini, née à Alger le 14 novembre 1932 est la première femme à jouer l'auguste. Elle se marie une première fois avec le musicien Philippe Brun et fait un deuxième mariage avec le cinéaste Pierre Granier-Deferre (dont elle a une fille, Valérie, née le 2 janvier 1960). En troisièmes noces, elle épouse l'acteur et réalisateur Pierre Étaix. Ils créent ensemble, en 1974, l'École nationale du cirque Annie Fratellini. Morte le 30 juin 1997 à Paris,, elle repose au cimetière de Montmartre.

## À savoir
Une branche de la famille Fratellini a un caveau au cimetière de Pantin (alors que les trois familles d'Albert, de Paul ainsi que de François ont chacune un caveau au cimetière du Perreux-sur-Marne).
Dans toute la France, il n'existe qu'une rue qui porte le nom des Fratellini, elle se situe au Perreux-sur-Marne. Par contre, il existe plusieurs écoles mais également une rue Annie Fratellini qui elle se situe aux abords de l'Académie Fratellini, centre international des arts du spectacle, à la Plaine Saint-Denis.
Il existe plusieurs chapiteaux de cirque qui tournent en France sous l'enseigne « Fratellini », malheureusement aucun membre de cette illustre famille ne travaille ou n'a la responsabilité de ces établissements, qui ne sont que des noms d'emprunt.

### Filmographie
- Ensemble :
  - 1905 : Automobile et cul-de-jatte, réalisé par Ferdinand Zecca.
  - 1923 : Enfants Fratellini (au CNC).
  - 1924 : Rêves de clowns, réalisé par René Hervoin et Madame Vigier (durée 65 minutes, CNC).
- François Fratellini :
  - 1924 : La Voyante, réalisé par Leon Abrams (scénario de Sacha Guitry), avec Sarah Bernhardt.
- François et Albert Fratellini:
  - 1949 : Portrait d'un assassin, réalisé par Bernard-Roland : François et Albert Fratellini dans leur propre rôle, avec María Montez, Erich von Stroheim, Arletty, Pierre Brasseur…

### Discographie
- Disques Odéon, 78 tours, 1925. Les Fratellini, sketch comique avec motif musical sur :
  - XP-6430 Fleur d'Amour, 4 min 07 s, (José Padilla), thème 1 min 46 s ;
  - XP-6431 La Java, 3 min 55 s, (Maurice Yvain), thème 1 min 46 s ;
  - XP-6432-2 La traviata (Prélude), 3 min 09 s, (Giuseppe Verdi - DP) ;
  - XP-6433 Le Trompette en Bois, 4 min 15 s, (Vincent Scotto), thème 1 min 46 s ;
  - XP-6434 La Valse des Fratellini, 3 min 31 s, (Philippe Parès), thème 2 min 33 s ;
  - XP-6435 La Java des Fratellini, 2 min 50 s, (inconnu) ;
  - XP-6436 L'Angelus de la Mer, 3 min 58 s, (Gustave Goublier et Léon Durocher), thème 2 min 33 s ;
  - XP-6437 Gigolette, 3 min 44 s, (Franz Lehár), thème 2 min 19 s.
- Disques Odéon, 78 tours, 1928. Les Fratellini, accompagnés par l'orchestre du Cirque d'Hiver sous la direction de M. Pompillo, sketch comique avec motif musical sur :
  - Ki 1988-2 Aida, (Marche triomphale), 2 min 46 s, (Giuseppe Verdi - DP) ;
  - Ki 1989-2 Ça c'est Paris, 2 min 35 s, (José Padilla Sánchez), thème 1 min 46 s ;
  - Ki 1990-2 Michel Strogoff, 2 min 58 s, (Marius Millot et Alexandre Artus), thème 1 min 46 s ;
  - Ki 1991-3 Le Rêve passe, 2 min 51 s, (Georges Krier, CH. Heller et Armand Foucher), thème 1 min 46 s.